# 46 Aquilae
Désignations
46 Aquilae est une étoile de la constellation de l'Aigle, située au nord de Tarazed. 46 Aquilae est sa désignation de Flamsteed. C'est une étoile de couleur bleu-blanc qui est difficile à voir à l'œil nu, ayant une magnitude apparente de 6,33. L'étoile est située à environ ∼ 830 a.l. (∼ 254 pc) du Soleil, sur la base de la mesure de sa parallaxe annuelle. Elle se rapproche du Système solaire avec une vitesse radiale héliocentrique de −25 km/s.
46 Aquilae a un type spectral de B9III, correspondant à une étoile géante bleue de type B tardif. C'est une étoile chimiquement particulière de type mercure et manganèse et est l'étoile la plus déficiente en chrome connue. Elle pourrait posséder un champ magnétique d'une force supérieure à 2 kG. Elle rayonne 180 fois la luminosité du Soleil depuis sa photosphère, qui a une température de 12 900 K.